# Калоед-корова
Калоед-корова (лат. Onthophagus vacca) — вид пластинчатоусых жуков из подсемейства скарабеин.

## Описание
Имаго длиной 7—13 мм. Голова и переднеспинка большей частью зелёные, реже медные, коротко волосистые. Крапинки на надкрыльях зелёные, сливающиеся в продольные полоски. Жуки характеризуются следующими признаками:
- у самца задний киль головы пластинчатый, оканчивающийся рогом, передний киль едва виден или вовсе отсутствует;
- у самок задний киль головы выемчатый, двурожковый, передний изогнутый;
- переднеспинка впереди с тупым бугорком.

## Синонимы
В синонимику вида входят следующие биномены:
- Copris conspurcatus Geoffroy, 1765
- Copris medius Kugelan, 1792
- Onthophagus antilope Motschulsky, 1845
- Onthophagus basalis Mulsant, 1842
- Onthophagus confluens Gistl, 1857
- Onthophagus difficilis Mulsant, 1842
- Onthophagus intermedius Mulsant, 1842
- Onthophagus lusitanica Seabra, 1907
- Onthophagus medius Panzer, 1793
- Onthophagus propinquus Mulsant, 1842
- Onthophagus similis Mulsant, 1842
- Onthophagus sublineolatus Mulsant, 1842
- Onthophagus tricornis Fischer, 1844
- Onthophagus vicinus Mulsant, 1842
- Scarabaeus aeruginosus Schrank, 1798
- Scarabaeus affinis Sturm, 1800
- Scarabaeus vacca Linnaeus, 1767basionym